# Cson Miszon
Cson Miszon (hangul: 전미선, handzsa: 全美善, RR: Jeon Mi-seon; Szöul, 1970. december 7. – Csondzsu, 2019. június 29.) dél-koreai színésznő.

## Filmográfia

### Televíziós sorozatok
| Év   | Cím                                     | Szerep                        | Csatorna |
| ---- | --------------------------------------- | ----------------------------- | -------- |
| 1986 | MBC Best Theater "What Is Santa Claus?" |                               | MBC      |
| 1988 | Land                                    | Lee Bong-soon                 | KBS      |
| 1988 | Encounter                               |                               | MBC      |
| 1989 | Country Diaries (2002-ig)               | Sook-yi                       | MBC      |
| 1990 | Years of Ambition                       |                               | KBS      |
| 1991 | West Wind                               |                               | KBS      |
| 1991 | Eyes of Dawn                            | Oh Soon-ae                    | MBC      |
| 1992 | To Give Over Campfire                   | Kang Soo-hee                  | SBS      |
| 1994 | Eldest Sister                           |                               | MBC      |
| 1996 | Until We Can Love                       | Lee Yoo-mi                    | KBS      |
| 1996 | Drama Game "Stronger Than Death"        | Mo-ran                        | KBS      |
| 1996 | MBC Best Theater "Sallie and Suzie"     | Suzie                         | MBC      |
| 1998 | MBC Best Theater "설사약 권하는 사회"   | hajadon nő                    | MBC      |
| 1998 | Hometown Legends "Gokseong Tomb"        |                               | KBS      |
| 1999 | MBC Best Theater "Destiny"              | Madam Kang                    | MBS      |
| 2000 | Emperor Wang Gun                        |                               | KBS      |
| 2002 | Miss Mermaid                            | Jin Sun-mi                    | MBC      |
| 2002 | Rustic Period                           | Park Gye-sook                 | SBS      |
| 2003 | Screen                                  | Park Joo-young                | SBS      |
| 2003 | Briar Flower                            | Kim Soo-ok                    | KBS      |
| 2006 | Hwang Jini                              | Jin Hyun-geum                 | KBS      |
| 2006 | My Love                                 | Jang Mi-ran's coworker        | SBS      |
| 2008 | East of Eden                            | Lee Jung-ja                   | MBC      |
| 2009 | The Accidental Couple                   | Cha Yun-kyung                 | KBS      |
| 2010 | King of Baking, Kim Takgu               | Kim Mi-sun                    | KBS      |
| 2011 | Royal Family                            | Im Yoon-seo                   | MBC      |
| 2011 | Ojakgyo Family                          | Kim Mi-sook                   | KBS      |
| 2011 | Girl K                                  | Cha In-sook                   | CGV      |
| 2011 | Poseidon                                | Park Min-jung                 | KBS      |
| 2012 | Moon Embracing the Sun                  | Csang Nogjong                 | MBC      |
| 2012 | The Thousandth Man                      | Gu Mi-seon                    | MBC      |
| 2012 | Five Fingers                            | Song Nam-joo                  | SBS      |
| 2013 | Pure Love                               | Kim Sun-mi                    | KBS      |
| 2013 | Passionate Love                         | Yang Eun-sook                 | SBS      |
| 2014 | The Full Sun                            | Baek Nan-joo                  | KBS      |
| 2015 | More Than a Maid                        | Lady Yoon                     | JTBC     |
| 2015 | Who Are You: School 2015                | Song Mi-kyung                 | KBS      |
| 2015 | The Return of Hwang Geum-bok            | Hwang Eun-sil                 | SBS      |
| 2015 | Reply 1988                              | Adult Sung Bo-ra              | TVN      |
| 2015 | Jungnjongi narusa                       | Boon-yi anyja                 | SBS      |
| 2016 | The Unusual Family                      | Shim Sun-ae                   | KBS      |
| 2016 | Mirror of the Witch                     | Ms. Son, Heo-jun mostohaanyja | JTBC     |
| 2016 | Kurumi kurin talbit                     | Szugi ágyas a Pak klánból     | KBS      |
| 2017 | Chicago Typewriter                      | Madam Sophia, Jeon-seol anyja | TVN      |
| 2017 | The Guardians                           | Park Yoon-hee                 | MBC      |
| 2017 | Andante                                 | Shi-kyung anyja               | KBS      |
| 2017 | Witch at Court                          | Go Jae-suk                    | KBS      |
| 2017 | Love Returns                            | Gil Eun-jung                  | KBS      |
| 2018 | The Great Seducer                       | Seol Young-won                | MBC      |
| 2019 | He Is Psychometric                      | Jo Eun-joo                    | TVN      |

### Filmek
| Év   | Cím                                   | Szerep                        |
| ---- | ------------------------------------- | ----------------------------- |
| 1990 | Well, Let's Look at the Sky Sometimes | Eun-kyung                     |
| 1991 | Theresa's Lover                       | Jin-hee                       |
| 1993 | No Emergency Exit                     | Eun-ji                        |
| 1994 | Sado Sade Impotence                   | Young-mi                      |
| 1994 | The Young Man                         | Jin-yi                        |
| 1998 | Christmas in August                   | Ji-won                        |
| 2001 | Bungee Jumping of Their Own           | Seo In-woo felesége           |
| 2003 | Memories of Murder                    | Kwak Seol-young               |
| 2004 | A Wacky Switch                        | Lee Dong-hwa korábbi felesége |
| 2005 | Love Is a Crazy Thing                 | Eo-jin                        |
| 2006 | Mission Sex Control                   | Soon-yi                       |
| 2008 | BA:BO                                 | Seung-ryong anyja             |
| 2009 | City of Damnation                     | Park Jong-ki felesége         |
| 2009 | On Next Sunday                        | Choi So-ra anyja              |
| 2009 | Mother                                | Mi-seon                       |
| 2009 | The Executioner                       | Yoon-sun                      |
| 2010 | Wedding Dress                         | Ji-hye                        |
| 2011 | Funny Neighbors                       | Jo Mi-ra                      |
| 2011 | A Piano On the Sea                    |                               |
| 2013 | Hide and Seek                         | Min-ji                        |
| 2016 | The Last Ride                         | Go-hwan anyja                 |
| 2017 | My Last Love                          | Hwa-yeon                      |
| 2019 | The King's Letters                    | Queen Sohun                   |

## Díjak és elismerések
| Év   | Díj                                         | Kategória                                       | Jelölt                       | Eredmény |
| ---- | ------------------------------------------- | ----------------------------------------------- | ---------------------------- | -------- |
| 1994 | 17. Golden Cinematography Awards            | Legjobb új színész                              | Sado Sade Impotence          | Elnyerte |
| 2003 | 24. Blue Dragon Film Awards                 | Legjobb női mellékszereplő                      | Memories of Murder           | Jelölve  |
| 2006 | KBS Drama Awards                            | Legjobb női mellékszereplő                      | Hwang Jini                   | Elnyerte |
| 2009 | KBS Drama Awards                            | Legjobb női mellékszereplő                      | The Accidental Couple        | Jelölve  |
| 2010 | KBS Drama Awards                            | Legjobb női mellékszereplő                      | King of Baking, Kim Takgu    | Jelölve  |
| 2012 | 5. Korea Drama Awards                       | Kiválóság-díj színésznő kategóriában            | Moon Embracing the Sun       | Jelölve  |
| 2012 | 1st K-Drama Star Awards                     | Acting Award, Actress                           | Moon Embracing the Sun       | Jelölve  |
| 2012 | MBC Drama Awards                            | Golden Acting Award, Actress                    | Moon Embracing the Sun       | Jelölve  |
| 2012 | 2012 SBS Drama Awards                       | Kiválóság-díj színésznő tv-sorozat kategóriában | Five Fingers                 | Jelölve  |
| 2013 | 34. Blue Dragon Film Awards                 | Legjobb női mellékszereplő                      | Hide and Seek                | Jelölve  |
| 2013 | 21. Korean Culture and Entertainment Awards | Kiválóság-díj színésznő film kategóriában       | Hide and Seek                | Elnyerte |
| 2014 | 34. Golden Cinema Festival                  | Legjobb női mellékszereplő                      | Hide and Seek                | Elnyerte |
| 2015 | 2015 SBS Drama Awards                       | Special Actress (daily drama)                   | The Return of Hwang Geum-bok | Elnyerte |